# Android Auto
Android Auto（アンドロイドオート）とは、Googleによって開発された、Android端末を自動車内での利用に最適化するためのアプリケーションである。ダッシュボードやカーナビゲーション用のオペレーティングシステムであるAndroid Automotiveとは異なる。

## 概要

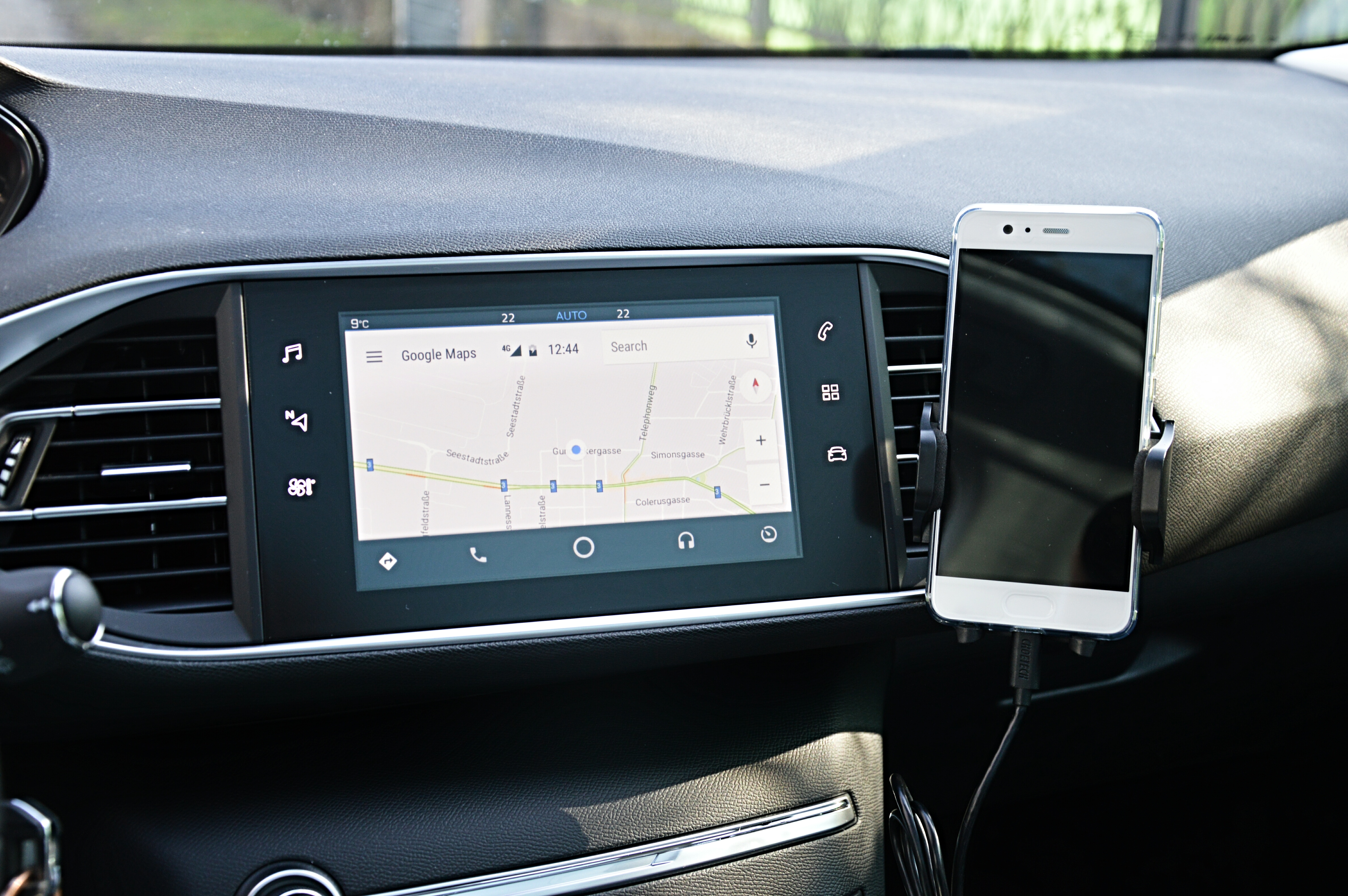
車に搭載されているAndroid Autoの実機

Android Autoは、2014年6月25日のGoogle I/Oで発表された。2015年3月19日にAndroidアプリがリリースされた。Android Autoは2014年1月6日に発表された自動車とAndroidの統合を推進する団体Open Automotive Alliance（OAA）の成果の一つである。Android端末をテレマティックスに繋いで、Google マップナビやその他のアプリケーションを連動させる。また音楽再生やウェブ検索、SMS、電話などの機能と、サードパーティーアプリのインストールをサポートする。基本操作はテレマティックスのタッチパネルで行えるが、安全運転の支障とならないようGoogleアシスタントを用いた音声操作も可能になっている。さらに今後は車に据え付けられているセンサなどのハードウェアへアクセスできるようになるとし、サポートするハードウェアとしてGPS、ステアリングボタン、オーディオシステム、スピーカー、マイク、車輪速度、方位、モバイル通信を挙げ、その他の車両データについても開発中であるとした。なお、車両側からの位置情報が本当にマップアプリケーションに反映されているのか長く議論されてきたが、日本における2020年8月30日に擬似位置情報を用いた日本のユーザーの実証実験結果から位置センサーを備える車両側から位置情報を得て画面表示されている事が確認された。 ただしAndroid Auto 5.4.502264（2020年6月リリース）においてもその他の車両ハードウェアのアクセスの実装は確認されていない。
Android Autoを使用するには、このシステムに対応した自動車・カーオーディオ・カーナビゲーションとAndroid 5.0 Lollipop以降を搭載したスマートフォンが必要となる。Android端末とテレマティックスの接続は、USBケーブルを用いる。2016年11月7日からはAndroidスマートフォン単体でも使用可能となった。

## パートナー企業
Android Autoが使用できる自動車の製造およびカーオーディオ・カーナビゲーションの発売を行っているメーカーを記述。2015年5月に発売されたヒュンダイ・ソナタがAndroid Autoに初対応した車両となった。

### 日本国内の自動車メーカー
- トヨタ
  - レクサス
- ホンダ
  - アキュラ
- 日産
  - インフィニティ
- マツダ
- 三菱
- スバル
- スズキ

### 日本国内のカーオーディオメーカー
- JVCケンウッド
- クラリオン
- パイオニア
- パナソニック

### 海外の自動車メーカー
- FCA
  - クライスラー
    - ダッジ
    - ラム・トラックス
    - ジープ

  - フィアット
    - アバルト
    - アルファロメオ
    - マセラティ
- アストンマーティン
- グループPSA
  - プジョー
  - シトロエン
    - DS

  - オペル
  - ボクスホール
- ゼネラルモーターズ
  - GMC
  - キャデラック
  - シボレー
  - ビュイック
  - ホールデン
- ダイムラー
  - メルセデス・ベンツ
  - スマート
- タタ・モーターズ
  - ジャガーランドローバー
    - ジャガー
    - ランドローバー
- 現代自動車グループ
  - 現代自動車
    - ジェネシス

  - 起亜自動車
- フォルクスワーゲングループ
  - アウディ
    - ランボルギーニ

  - シュコダ
  - セアト
  - フォルクスワーゲン
  - ベントレー
- フォード
  - リンカーン
- ボルクヴァルト
- ボルボ
- ルノー